# Тёнгельгордский камень
Тёнгельгордский камень — картинный камень эпохи викингов в Тёнгельгорде, приходе Лэрбру, Готланд, Швеция. Камень изображает воинов с кольцами, один из которых на коне, под ним изображен валькнут. Всадника встречает женщина с чашей. Кольца могут символизировать победу и славу, а также быть платой или подарками. По другой версии на камне изображён Зигфрид, раздающий кольца и золото.
Помимо наиболее известного камня в приходе было обнаружено ещё три камня, образующие единый вертикальный комплекс. Все они доставлены в Исторический музей в Стокгольме.